# Jitka Bartoničková
Jitka Bartoničková (Benešov, 22 dicembre 1985) è una velocista ceca.

## Palmarès
| Anno | Manifestazione    | Sede       | Evento      | Risultato  | Prestazione | Note                          |
| ---- | ----------------- | ---------- | ----------- | ---------- | ----------- | ----------------------------- |
| 2004 | Mondiali juniores | Grosseto   | 4×400 m     | Batteria   | 3'37"89     |                               |
| 2006 | Europei           | Göteborg   | 400 m piani | Batteria   | 52"91       | Miglior prestazione personale |
| 2007 | Europei under 23  | Debrecen   | 400 m piani | Batteria   | 54"04       |                               |
| 2007 | Europei under 23  | Debrecen   | 4x100 m     | 7ª         | 45"18       |                               |
| 2008 | Mondiali indoor   | Valencia   | 4x400 m     | 4ª         | 3'34"53     |                               |
| 2010 | Mondiali indoor   | Doha       | 4×400 m     | Bronzo     | 3'30"05     |                               |
| 2010 | Europei           | Barcellona | 400 m piani | Batteria   | 54"16       |                               |
| 2011 | Mondiali          | Taegu      | 4×400 m     | 5ª         | 3'26"57     |                               |
| 2012 | Europei           | Helsinki   | 4×400 m     | Bronzo     | 3'26"02     |                               |
| 2013 | Europei indoor    | Göteborg   | 4×400 m     | Bronzo     | 3'28"49     |                               |
| 2013 | Universiadi       | Kazan'     | 400 m piani | Semifinale | 53"57       |                               |
| 2013 | Mondiali          | Mosca      | 4×400 m     | Batteria   | 3'30"48     |                               |